# Grčka ciklama
Grčka ciklama (lat. Cyclamen graecum) je vrsta višegodišnje biljke iz roda ciklama. 

## Rasprostranjenost i stanište
Grčka ciklama živi na različitim vrstama staništa na nadmorskoj visini do 1200 metara. Rasprostranjena je u južnoj Grčkoj, Peleponezu, Egatskim otocima, južnim obalama Turske i u sjevernom Cipru. Najčešće se može naći u stjenovitim područjima.

## Opis
Listovi su zanimljivi zbog svojih raznolikih uzoraka, te su najupečatljiviji od svih ciklama. Osnovna boja površine lista je tamnozelena, ali je prošarana različitim nijansama srebrne i zelene boje, a kombinacija ima bezbroj. Listovi su najčešće srcolikog oblika, te su nazubljeni su na rubovima. Cvjetovi rastu u jesen, boja im je bijela ili blijedoružičasta. Imaju pet latica, dno svake od njih je tamnije obojeno. 

## Vanjske poveznice
Ostali projekti
|  | Zajednički poslužitelj ima još gradiva o temi Grčka ciklama |
|  | Wikivrste imaju podatke o taksonu Grčka ciklama             |